# La Roulotte du plaisir
Pour plus de détails, voir Fiche technique et Distribution.
La Roulotte du plaisir (The Long, Long Trailer) est une comédie américaine réalisée par Vincente Minnelli, sortie en 1953, adaptée d'un roman de Clinton Twiss.

## Synopsis
Tacy et Nicky vont se marier. Le travail de Nicky, ingénieur civil, nécessitant des déplacements fréquents à travers le pays, Tacy décide d’acheter une caravane au lieu d'une maison afin de n'être pas séparée de son futur mari. Cette idée n’enchante guère Nicky, mais il cède au désir de sa fiancée. La caravane que le couple choisit, bien qu'entièrement équipée, est très longue et gigantesque.
Le mariage a lieu, et les deux tourtereaux embarquent dans leur caravane pour leur lune de miel dans le Colorado, où se trouve le chantier sur lequel va travailler Nicky. Mais au cours du long voyage, l'engin va être cause de multiples problèmes et va mettre à rude épreuve les nerfs et la patience des jeunes mariés.

## Fiche technique
- Titre : La Roulotte du plaisir
- Titre original : The Long, Long Trailer
- Réalisateur : Vincente Minnelli, assisté de Jerry Thorpe
- Scénariste : Albert Hackett & Frances Goodrich
- Adaptation de : C'est du billard! de  Clinton Twiss, trad. 1953
- Directeur de la photographie : Robert Surtees
- Musique : Adolph Deutsch
- Montage : Ferris Webster
- Direction artistique : Cedric Gibbons, Edward C. Carfagno
- Décors : F. Keogh Gleason, Edwin B. Willis
- Costumes : Helen Rose
- Production : Pandro S. Berman pour Metro-Goldwyn-Mayer
- Format : Couleurs - 1.37 : 1 - 35 mm ; son : Mono
- Genre : Comédie
- Durée : 96 minutes
- Dates de sortie : 
  - États-Unis : 18 février 1954
  - France : 1er septembre 1954

## Distribution
- Lucille Ball (VF : Jacqueline Porel) : Tacy Bolton - Collini
- Desi Arnaz (VF : Michel André) : Nicholas "Nicky" Collini
- Marjorie Main (VF : Germaine Kerjean) : Mme Hittaway
- Keenan Wynn (VF : Henri Ebstein) : policier
- Gladys Hurlbut (VF : Marcelle Hainia) : Mme Bolton
- Moroni Olsen (VF : Paul Bonifas) : M. Tewitt
- Bert Freed : contremaître
- Madge Blake (VF : Germaine Michel) : tante Anastacia
- Walter Baldwin (VF : Fernand Fabre) : oncle Edgar
- Oliver Blake : M. Ludlow

Acteurs non crédités
- Peter Leeds : le gérant du garage
- Herb Vigran : un vendeur de roulottes
- Emmett Vogan : M. Bolton

## Production
Le trajet de la lune de miel traverse la Californie. Les dangereux virages à lacets des routes de montagne se situent sur la route du Mont Whitney dans la Sierra Nevada en Californie.
La maison de la tante et de l'oncle de Tacy (avec le porche et la roseraie détruits) utilise le même décor des studios de la Metro-Goldwyn-Mayer que la résidence des voisins des Smith dans Le Chant du Missouri (film, 1944).
Plusieurs scènes ont été tournées dans le Parc national de Yosemite. On aperçoit El Capitan, le Half Dome, la Chute du Voile de la Mariée et les Chutes de Yosemite.

## Commentaire
Les deux acteurs principaux, Lucille Ball et Desi Arnaz (mari et femme dans la vie), sont, au moment où est tourné le film, les héros populaires de la première sitcom américaine : I love Lucy. L'on retrouve dans le film quelques-uns des ressorts comiques qui ont fait le succès de la série télévisée, les prénoms des personnages rappelant même ceux de la série (Ricky/Nicky ; Lucy/Tacy).